# Знак отличия «За наставничество»
Знак отличия «За наставничество» — государственная награда Российской Федерации.

## История награды
Знак отличия «За наставничество» учреждён Указом Президента Российской Федерации В. В. Путина от 2 марта 2018 года № 94 «Об учреждении знака отличия „За наставничество“».
Предложение об учреждении знака отличия поступило 14 февраля 2018 года от командира учебного лётного отряда «Аэрофлота» Николая Изосимова на форуме «Наставник», который проходил с участием В. В. Путина в Ново-Огареве.
Ряд авторов считает, что данная награда является возрождением существовавшего с 1981 года в РСФСР почётного звания «Заслуженный наставник молодёжи РСФСР», которое было установлено по рекомендации органов Союза ССР. Так, положение о Знаке отличия «За наставничество» практически дословно копирует положение о почётном звании «Заслуженный наставник молодёжи РСФСР».

## Положение о знаке отличия
Знаком отличия «За наставничество» награждаются лучшие наставники молодёжи из числа высококвалифицированных работников промышленности и сельского хозяйства, транспорта, инженерно-технических работников, государственных и муниципальных служащих, учителей, преподавателей и других работников образовательных организаций, врачей, работников культуры и деятелей искусства за личные заслуги на протяжении не менее пяти лет:
- в содействии молодым рабочим и специалистам, в том числе молодым представителям творческих профессий, в успешном овладении ими профессиональными знаниями, навыками и умениями, в их профессиональном становлении;
- в приобретении молодыми рабочими и специалистами опыта работы по специальности, формировании у них практических знаний и навыков;
- в оказании постоянной и эффективной помощи молодым рабочим и специалистам в совершенствовании форм и методов работы;
- в проведении действенной работы по воспитанию молодых рабочих и специалистов, повышению их общественной активности и формированию гражданской позиции.

Знак отличия «За наставничество» носится на правой стороне груди и располагается после знака отличия «За благодеяние».
Для особых случаев и возможного повседневного ношения предусматривается ношение миниатюрной копии знака отличия «За наставничество». Миниатюрная копия знака отличия «За наставничество» носится на левой стороне груди.
При ношении на форменной одежде ленты знака отличия «За наставничество» на планке она располагается после ленты знака отличия «За благодеяние».

## Описание знака отличия
Знак из серебра с позолотой. Он представляет собой круглую медаль диаметром 32 мм с выпуклым бортиком с обеих сторон.
На лицевой стороне знака, в нижней части, изображено восходящее солнце. На фоне солнечных лучей расположены стилизованные символические изображения знака атома, книги, шестеренки, циркуля и лиры серебристого цвета. По окружности знака — венок из пшеничных колосьев золотистого цвета.
На оборотной стороне знака — рельефная надпись: «За наставничество» и номер знака отличия.
Знак при помощи кольца соединяется с лентой, уложенной бантом.
Лента шелковая, муаровая, алого цвета с золотистой каймой по краям. Ширина ленты — 24 мм, ширина золотистой каймы — 2 мм. Расстояние от каймы до края ленты — 2 мм.
Миниатюрная копия знака носится на ленте, уложенной бантом. Диаметр знака — 16 мм, ширина ленты — 12 мм.
При ношении на форменной одежде ленты знака отличия «За наставничество» используется планка высотой 8 мм, ширина ленты — 24 мм.

## Награждения
Количество награждённых по годам
- 2018 год (8 человек)
- 2019 год (35 человек)
- 2020 год (15 человек)
- 2021 год (17 человек)
- 2022 год (34 человека)
- 2023 год (35 человек)
- 2024 год (155 человек)
- 2025 год (59 человек — на 06.08.2025)